# Decreto Tametsi
Il decreto Tametsi  emanato dal Concilio di Trento è il decreto canonico che ha regolato la forma del matrimonio fino all'emanazione del decreto Ne Temere del 1907 e poi del Codice di diritto canonico (1917). Fu emanato l'11 novembre del 1563 durante la XXIV sessione del Concilio e costituisce il primo dei dieci capitoli del decreto De reformatione matrimonii.
Con il decreto, pur riaffermando la tradizione del valore dei matrimoni clandestini fin lì fatti, si stabiliva un requisito di forma, senza il quale il matrimonio non era da considerarsi solo illecito, ma anche invalido. Venne introdotto l'istituto delle pubblicazioni e fu prescritto che dovevano precedere il matrimonio, che questo doveva essere celebrato dinnanzi al parroco personale dei nubendi e venne stabilita la presenza di almeno due testimoni. Furono anche istituiti i registri parrocchiali, dove il matrimonio doveva essere trascritto.
L'efficacia del decreto, tuttavia, decorreva nei vari territori, e nelle singole parrocchie, solo dalla sua promulgazione e per secoli, pertanto, i matrimoni clandestini, sebbene fortemente ostacolati, conservavano validità canonica. Questo fatto fu ripreso da Alessandro Manzoni, che lo fa diventare uno dei punti centrali dei Promessi sposi: nel ducato di Milano il decreto Tametsi non era stato pubblicato. Nella particolare interpretazione invalsa nel Seicento e che l'autore mette in bocca ad Agnese sono valide le nozze celebrate dalla volontà dei nubendi alla presenza del parroco anche senza la sua volontà: il matrimonio a sorpresa. Il parallelo tema del matrimonio segreto era stato trattato anche nell'opera buffa Il matrimonio segreto con musica di Cimarosa.

## Testo del decreto
(traduzione libera: Quantunque non si deve dubitare che i matrimoni clandestini conclusi con il libero consenso dei contraenti sono matrimoni conclusi e veri, e che la chiesa non li considerò nulli, ed essendo pertanto da condannare, come li condanna il santo Sinodo, quelli che dicono che i matrimoni contratti dai figli di famiglia senza il consenso dei genitori, siano nulli ovvero possano essere annullati dai genitori; nondimeno la Chiesa santa di Dio per giustissime cause sempre li ha detestati e proibiti.

Quelli che tenteranno di contrarre matrimonio altrimenti che in presenza del parroco o di altro sacerdote, che dal parroco medesimo o dall'Ordinario del luogo abbia avuta licenza, e con due o tre testimoni, il santo Sinodo li rende assolutamente incapaci a contrarre il matrimonio in tal modo e dichiara nulli e vani questi contratti; e col presente decreto li rende vani e li annulla.